# 916 (číslo)
Devět set šestnáct je přirozené číslo. Římskými číslicemi se zapisuje CMXVI a řeckými číslicemi ϡιϝ´ nebo ϡιϛ´. Následuje po čísle devět set patnáct a předchází číslu devět set sedmnáct.

## Matematika
916 je:
- Deficientní číslo
- Složené číslo
- Nešťastné číslo

## Astronomie
- (916) America je planetka hlavního pásu, kterou objevil v roce 1915 Grigorij Nikolajevič Neujmin
- NGC 916 je spirální galaxie v souhvězdí Berana

## Roky
- 916
- 916 př. n. l.